# Estação Ferroviária de Santiago do Cacém
A Estação Ferroviária de Santiago do Cacém é uma gare encerrada da Linha de Sines, que servia a localidade de Santiago do Cacém, no Distrito de Setúbal, em Portugal.

## Descrição

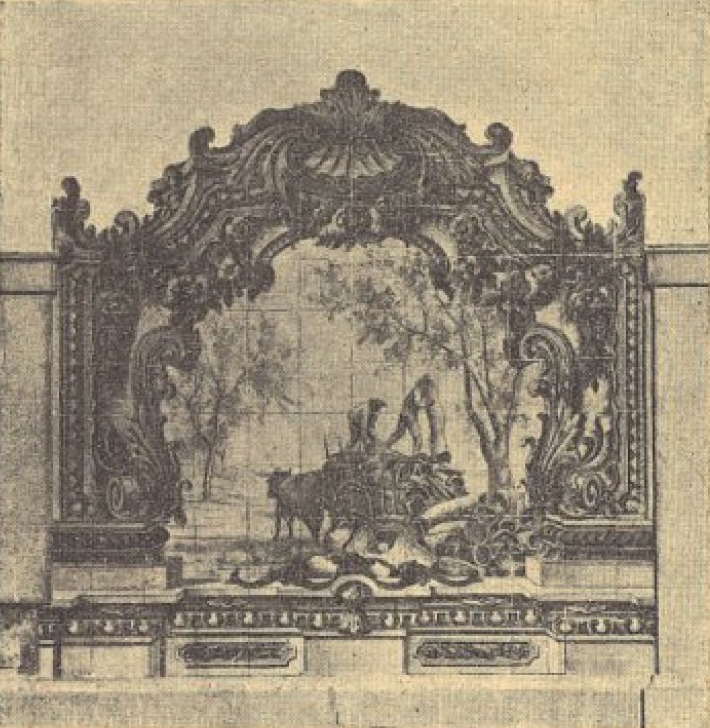
Painel de azulejos na estação.

### Localização e acessos
Esta interface situa-se junto ao Largo da Estação dos Caminhos de Ferro, que dá acesso à Rua da Estação dos Caminhos de Ferro.

### Infraestrutura
O edifício da estação foi construído no estilo tradicional português, baseando-se em edifícios dos Séculos XVII e XVIII, prática que já tinha sido utilizada noutras estações na região Sul do país, como Fronteira e Reguengos de Monsaraz. Foi decorado com painéis de azulejos polícromos representando vários aspectos da lavoura e monumentos da vila, que foram em parte oferecidos pela Comissão Administrativa da Câmara Municipal de Santiago do Cacém, e fabricados pela Fábrica Sant'Anna. Junto à estação, foram construídas moradias para habitação do pessoal. Situa-se do lado nascente da via (lado esquerdo do sentido ascendente, para Sines).

Situa-se perto desta interface a substação de tração de Santiago do Cacém, de serviço simples e contratada à I.P., que assegura aqui a eletrificação da Linha de Sines, entre a zona neutra de Ermidas-Sado, ao PK 135+950 (uma de duas com este nome), e o término do troço eletrificado, em Sines.

## História

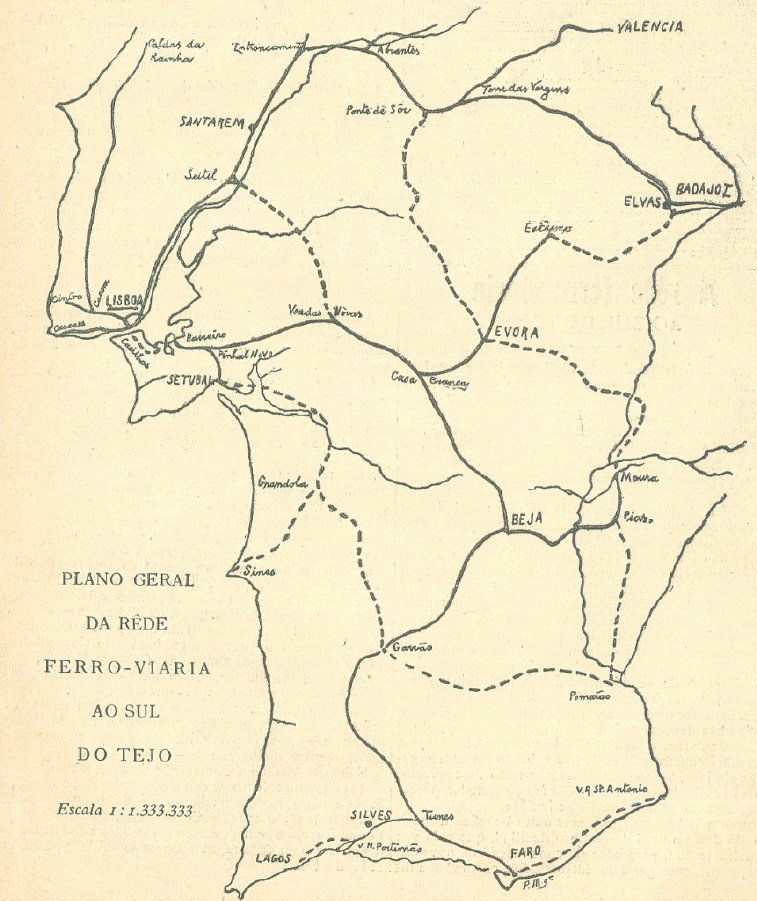
Plano da rede ferroviária ao Sul do Tejo de 1902, incluindo o projecto para uma linha de Grândola a Sines.

### Antecedentes e planeamento
Desde os primórdios do planeamento das linhas secundárias na região ao Sul do Rio Tejo, que se manifestou a necessidade de construir uma ligação ferroviária entre Beja e o Porto de Sines, passando por Santiago do Cacém e Ferreira do Alentejo. Em 25 de Novembro de 1887, foi publicada uma portaria que ordenava a abertura de um concurso para o caminho de ferro de Beja a Sines, servindo o concelho de Santiago do Cacém. Em 1898, foi formada uma comissão técnica para estudar as linhas férreas que estavam planeadas na zona ao Sul do Rio Tejo, tendo sido proposta a construção da Linha do Sado, com um ramal até Sines, com passagem por Santiago do Cacém, tendo a construção de ambas as linhas sido confirmada pelo Plano da Rede ao Sul do Tejo, aprovado em 27 de Novembro de 1902. No entanto, a falta de recursos financeiros e o deflagrar da Primeira Guerra Mundial atrasaram o início das obras, cuja construção só pôde começar em 1919.
Antes da chegada do comboio à vila, usavam-se as diligências para ir a Lisboa, e em 1894, existia uma diligência de Santiago do Cacém com destino ao Poceirão, onde se apanhava o comboio para a capital, via Barreiro. Esta diligência ainda estava ao serviço em 1911. Uma outra proposta para levar o caminho de ferro até Sines foi apresentado em 1903 por Carlos de Vasconcelos Cabral, que pretendia instalar um sistema do tipo americano, com carris assentes no leito das estradas, entre Beja e Sines, passando por Ferreira do Alentejo e Santiago do Cacém, aproveitando as Estradas Reais 73 e 74.
Em 9 de Abril de 1927, entrou ao serviço o troço até à estação de São Bartolomeu da Serra, que passou a servir provisoriamente a vila de Santiago do Cacém. No entanto, esta situação provocava alguns problemas no transporte, uma vez que os carros de passageiros e mercadorias eram obrigados a percorrer cerca de 10 quilómetros de estrada desde a vila até à estação de São Bartolomeu. No dia 1 de Julho de 1929, abriu o tramo seguinte, até ao Apeadeiro de Cumeadas.

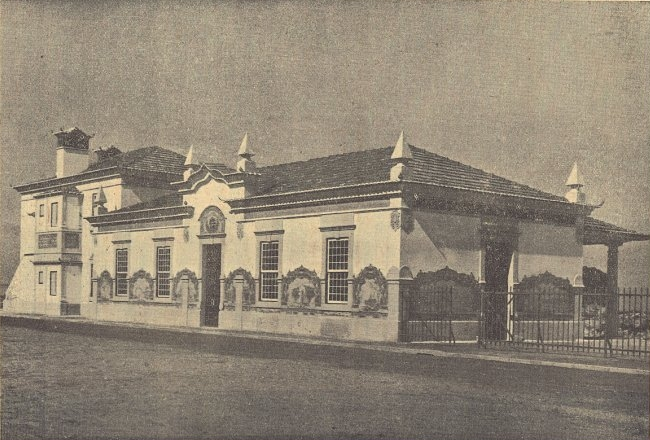
Estação de Santiago do Cacém, durante as obras de construção.

### Construção
Para a construção desta interface, foi necessário fazer grandes terraplanagens, devido à natureza rochosa do terreno onde está situada, motivo pelo qual foram empregues várias escavadoras mecânicas, o que tornou as obras mais rápidas e económicas. A empreitada da instalação da estação foi entregue ao engenheiro Vergílio Preto. Em Outubro de 1932, as obras de continuação da Linha de Sines até Santiago do Cacém já estavam muito adiantadas, e em Maio de 1933, já tinha sido construída a estação. Situava-se originalmente a cerca de 300 m de distância da vila, e tinha acesso por um largo construído na estrada de Ermidas-Sado a Sines.

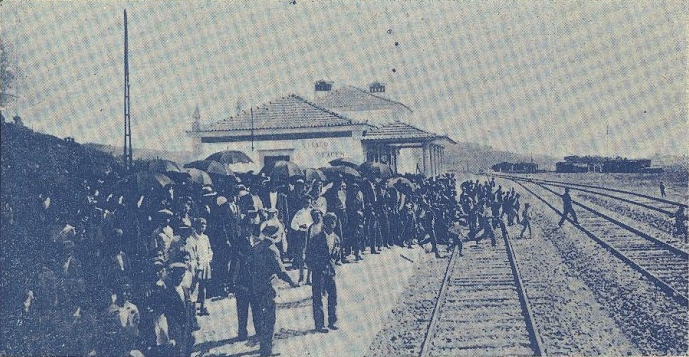
Cerimónia de inauguração do troço entre Cumeadas e Santiago do Cacém, em 21 de Junho de 1934. Esta fotografia foi tirada após a partida do comboio inaugural.

### Inauguração
O troço da Linha de Sines entre o quilómetro 156,4 e Santiago do Cacém foi inaugurado em 21 de Junho de 1934. Os convidados partiram às 9 horas da estação do Sul e Sueste, em Lisboa, atravessando o Rio Tejo no barco Évora. Entre os convidados, estava o Ministro das Obras Públicas, Duarte Pacheco, e o seu chefe de gabinete, Carlos Alves; o director geral do Ministério, Raul da Costa Couvreur; o chefe da Divisão de Construção, Rodrigo Severiano Monteiro; os representantes da direcção da Companhia dos Caminhos de Ferro Portugueses, Luís Costa, Manuel Gonçalves, Constantino Schrdëter de Carvalho, Joaquim Barros, Júlio dos Santos e Henrique Bravo; Henrique Peyssoneau; Joaquim Bravo; Mendes Barata; Jorge Nunes; o director geral dos caminhos de ferro, Álvaro de Sousa Rego; o presidente do Conselho de Administração da CP, Vasconcelos Correia; o chefe do Serviço de Movimento, Barbosa Pita; o representante da Junta Autónoma das Estradas, Jorge Moreira; e o professor António Jacinto de Vilhena, que foi um dos principais impulsionadores da construção da Linha de Sines. Foram recebidos, na Estação do Barreiro, pelo Governador Civil de Setúbal, Mário Cais Esteves, que acompanhou a comitiva até Santiago do Cacém, e por outras altas individualidades. O comboio inaugural, que partiu do Barreiro, era formado por uma locomotiva e duas carruagens. À passagem por Setúbal, foram recebidos pelos oficiais de Infantaria 11, comandados pelo tenente-coronel Marcus Escrivanis, o comandante da Polícia de Segurança Pública, e uma secção da Acção Escolar Vanguarda, que embarcou no comboio. Também seguiram viagem no comboio alguns membros da Câmara Municipal, o reitor do Liceu, António Manuel Gamito, e os delegados da Junta Geral do Distrito.
O comboio foi recebido em Santiago do Cacém pela população, que se aglomerava ao longo da linha, controlado por uma força de polícia comandada pelo chefe de Setúbal. Quando chegou à estação, a Filarmónica União Artística tocou o Hino da Maria da Fonte, e foram disparados foguetes e morteiros. O ministro foi recebido na gare pelo Governador Civil de Beja, André Bravo, o presidente da Câmara Municipal, Beja da Costa, o Bispo de Beja, José do Patrocínio Dias, o comandante da polícia e vários representantes da autarquia, da Junta Geral do Distrito, e do exército e da Guarda Nacional Republicana; a guarda de honra foi feita pelos Bombeiros Voluntários, e as crianças das escolas lançaram flores sobre o Ministro. Em seguida, fez-se um cortejo de automóveis até aos Paços do Concelho, onde teve lugar uma sessão de boas-vindas, onde discursaram o presidente da municipalidade, Francisco Costa, Álvaro de Sousa Rego, António Manuel Gamito, Mário Cais Esteves, e Duarte Pacheco. Depois realizou-se o almoço no Club Harmonia, e uma visita ao Hospital da Misericórdia, terminada a qual o cortejo regressou à estação, para a partida do comboio, que foi acompanhada pelo lançamento de foguetes. A viagem inaugural foi concluída com o regresso do barco Évora ao Terreiro do Paço, às 19 horas e 45 minutos.
Em finais desse ano, uma comissão das Câmaras Municipais de Santiago do Cacém, Sines, Grândola e Alcácer do Sal reuniu-se com o presidente do Conselho de Administração da Companhia dos Caminhos de Ferro Portugueses, Vasconcelos Correia, para lhe agradecer a construção do caminho de ferro até Santiago do Cacém, a introdução dos comboios expressos que ligavam aquela estação a Lisboa, e a redução nas tarifas.

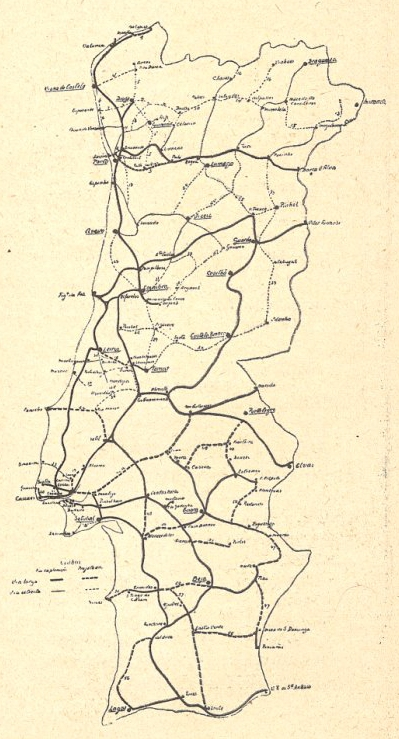
Plano da Rede de 1930, incluindo o troço por construir entre Santiago do Cacém e Sines.

### Continuação da Linha de Sines
O lanço seguinte da linha, até Sines, foi aberto à exploração pública em 14 de Setembro de 1936. Com a abertura do novo troço, todos os comboios que iam até Santiago do Cacém foram prolongados até Sines.
Em 8 e 9 de Setembro de 1939, a Companhia dos Caminhos de Ferro Portugueses organizou um serviço especial a preços reduzidos para Santiago do Cacém, por ocasião da feira anual naquela vila.
Nominalmente adstrito a esta estação (ainda que classificado como ramal de plena via), existiu até pelo menos 2011, o Ramal Santiago do Cacém, inserido no troço da via que a liga a Ermidas, ao PK 160+555; em 2022 estava já encerrado.

### Ligação planeada a Odemira e Lagos
Já em 1877 o engenheiro e político Sousa Brandão defendeu a continuação da linha de Setúbal até ao Algarve, de forma a proporcionar viagens mais rápidas entre aquela região e Lisboa, uma vez que o Caminho de Ferro do Sul dava uma grande volta por Beja. Esta linha terminaria em Lagos, passando por Santiago do Cacém. No Plano de 1902, também foi incluída uma linha de via estreita de Lagos a Santiago do Cacém, passando por Aljezur e Odemira. Em 18 de Abril de 1926, o jornal Correio do Sul noticiou que «nas estações superiores dos Caminhos de Ferro do Sul e Sueste» se estava a ponderar o prolongamento do caminho de ferro a partir de Lagos, passando por Sagres, Sines e Santiago do Cacém, e terminando num ponto da Linha do Vale do Sado.
Quando se procedeu à revisão do plano da rede ferroviária, em 1927, foi proposto o prolongamento do Ramal de Lagos até à estação de Amoreiras-Odemira, com uma estação na vila de Odemira, de onde deveria sair uma outra linha até Santiago do Cacém, e que iria servir a zona mineira de São Luís e Cercal do Alentejo. No entanto, quando em 1930 foi publicado o novo plano da rede, não foi aprovado o lanço de Odemira a Santiago do Cacém, devido à sua importância secundária. Ainda assim, o governo ordenou a realização imediata de estudos, uma vez que a construção da linha estava a ser impulsionada por forças da região.

### Encerramento
Em 2 de Janeiro de 1990, foram encerrados os serviços de passageiros na Linha de Sines, no âmbito de um plano de reestruturação da operadora Caminhos de Ferro Portugueses.